# Garaeus laterinata
Garaeus laterinata là một loài bướm đêm trong họ Geometridae.